# Cujoši Kunieda
Cujoši Kunieda (* 18. září 1944) je bývalý japonský fotbalista.

## Klubová kariéra
Hrával za Toyo Industries.

## Reprezentační kariéra
Cujoši Kunieda odehrál za japonský národní tým v roce 1969 celkem 2 reprezentační utkání.

## Statistiky
| Japonsko | Japonsko | Japonsko |
| Roky     | Záp.     | Góly     |
| -------- | -------- | -------- |
| 1969     | 2        | 0        |
| Celkem   | 2        | 0        |